# Albert Voß

Albert Voß

Albert Franz Ludwig Voß (* 24. April 1837 in Fritzow, Kreis Cammin i. Pom.; † 19. Juli 1906 in Berlin) war ein deutscher Prähistoriker. Er leitete die Sammlung vaterländischer und anderer vorgeschichtlicher Altertümer des Königlichen Museums für Völkerkunde, Vorläuferin des Museums für Vor- und Frühgeschichte.

## Leben
Albert Voß besuchte bis 1856 das Friedrich-Wilhelms-Gymnasium in Berlin. Er studierte 1856–1859 bei Rudolf Virchow an der Julius-Maximilians-Universität Würzburg Medizin. 1857 wurde er im Corps Nassovia Würzburg recipiert. Er wechselte an die Friedrich-Wilhelms-Universität zu Berlin. Mit einer Doktorarbeit bei Otto Lehnerdt und G. Bremme wurde er 1860 zum Dr. med. promoviert. 1862 ließ er sich in Berlin als praktischer Arzt nieder.  1868 begann er mit Virchow erste prähistorischen Studien und unternahm mit diesem Ausgrabungen in Pommern. Er nahm als Assistenzarzt am Deutschen Krieg 1866 und am Deutsch-Französischen Krieg 1870/71 teil. Im November 1870 wurde er Feldstabsarzt des 3. Jägerbataillons. 
Nach der Rückkehr aus dem Krieg widmete er sich ausschließlich der Vorgeschichte. 1874 trat Voß in den Museumsdienst ein, zuerst als Hilfsarbeiter bei der Sammlung nordischer Altertümer, wo er seit 1876 Direktorialassistent von Adolf Bastian war. 1886 wurde er Abteilungsdirektor der Sammlung vaterländischer und anderer vorgeschichtlicher Altertümer des Königlichen Museums für Völkerkunde. Von 1874 bis 1906 vermehrte er die Sammlung von 12.000 auf über 100.000 Nummern. 
Er war 1869 Mitbegründer und Schriftführer der Berliner Gesellschaft für Anthropologie, Ethnologie und Urgeschichte, seit 1880 Mitglied der Leopoldina, seit 1884 Ehrenmitglied der Niederlausitzer Gesellschaft für Anthropologie und Altertumskunde und seit 1887 korrespondierendes Mitglied der Anthropologischen Gesellschaft Wien. Von 1888 bis 1900 war er stellvertretender Vorsitzender des Vereins für das Museum für Deutsche Volkstrachten und Erzeugnisse des Hausgewerbes, aus dem später das Museum für deutsche Volkskunde hervorging. 1889 erhielt er den Charakter eines Geheimen Regierungsrats.
Albert Voß war mit Adelheid Voß geb. Schmidt verheiratet.

## Schriften
Mit Virchow war Voß Herausgeber der Nachrichten über deutsche Altertumsfunde. (15 Bände, Asher, Berlin 1890–1905). Außerdem gab er von 1897 bis 1902 die Mitteilungen aus dem Museum für Deutsche Volkstrachten und Erzeugnisse des Hausgewerbes zu Berlin mit heraus und veröffentlichte neben Aufsätzen in den Verhandlungen der Berliner Anthropologischen Gesellschaft folgende Werke:
- De lithargyrismo. Dissertatio inauguralis medica. Lange, Berolini 1860; zugleich: Dissertation, Friedrich-Wilhelms-Universität Berlin 1860.
- Verzeichniss der in Deutschland und einigen angrenzenden Ländern befindlichen öffentlichen und privaten Sammlungen von anthropologischen, ethnologischen und urgeschichtlichen Gegenständen. Oldenbourg, München 1876.
- mit Adolf Bastian als Herausgeber: Die Bronzeschwerter des Königlichen Museums zu Berlin. Weidmann, Berlin 1878.
- Katalog der Ausstellung prähistorischer und anthropologischer Funde Deutschlands, welche unter dem Protectorate Seiner Kaiserlichen und Königlichen Hoheit des Kronprinzen des Deutschen Reiches, in Verbindung mit der XI. Allgemeinen Versammlung der Deutschen Anthropologischen Gesellschaft zu Berlin vom 5.–21. August 1880 in dem Geschäftsgebäude des Hauses der Abgeordneten stattfindet. 2 Bände, Berg & Holten, Berlin 1880.
- mit Carl Günther: Photographisches Album der Ausstellung Praehistorischer und Anthropologischer Funde Deutschlands in Aufnahmen nach den Originalen. Günther, Berlin 1880 (8 Teile: 1. Ost- und Westpreussen, 2. Pommern und Rügen, Abth. I, 3. Pommern und Rügen, Abth. II, 4. Posen, Schlesien, Brandenburg, Anhalt, 5. Mecklenburg, Lübeck, Schleswig-Holstein, Hamburg, Hannover, Oldenburg, Braunschweig, Waldeck, 6. Preuss. Provinz Sachsen, Sachsen-Altenburg, Sachsen-Meiningen, Sachsen-Weimar, Königr. Sachsen, Schwarzburg-Rudolstadt, Reuss j.L., 7. Hessen-Nassau, Hessen-Darmstadt, Baden und Württemberg, 8. Bayern).
- mit Gustav Stimming als Herausgeber: Vorgeschichtliche Alterthümer aus der Mark Brandenburg. Lunitz, Brandenburg a. d. H. und Berlin 1887; 2. Ausgabe, Spamer, Berlin 1890.
- Merkbuch, Alterthümer aufzugraben und aufzubewahren. Mittler, Berlin 1888.
- Der grosse Silberkessel von Gundestrup in Jütland, ein mithräisches Denkmal im Norden. In: Festschrift für Adolf Bastian zum 70. Geburtstage 26. Juni 1896. Reimer, Berlin 1896.